# Kolarstwo na Letnich Igrzyskach Olimpijskich 1896 – wyścig dwunastogodzinny
Wyścig dwunastogodzinny był jednym z pięciu halowych wyścigów kolarskich na ateńskich igrzyskach. Został rozegrany 13 kwietnia. W wyścigu wzięło udział 7 kolarzy, ale tylko 2 go ukończyło. 

## Wyniki
| lp. | Zawodnik                 | Kraj                 | Wynik      | Uwagi |
| --- | ------------------------ | -------------------- | ---------- | ----- |
| 1.  | Adolf Schmal             | Cesarstwo Austrii    | 314.997 km |       |
| 2.  | Frank Keeping            | Wielka Brytania      | 314.664 km |       |
| –   | Jeorjos Paraskiewopulos  | Królestwo Grecji     | DNF        |       |
| –   | Nikos Lowerdos           | Królestwo Grecji     | DNF        | 3h    |
| –   | A. Tryfiatis-Tripiaris   | Królestwo Grecji     | DNF        | 3h    |
| –   | Joseph Welzenbacher      | Cesarstwo Niemieckie | DNF        | 3h    |
| –   | Konstandinos Konstandinu | Królestwo Grecji     | DNF        | 3h    |